# Paul Caligiuri
Paul David Caligiuri (Westminster, 9 de março de 1964), é um ex-futebolista e técnico de futebol norte-americano que atuava como volante. Atualmente comanda o Orange County FC.

## Carreira em clubes
Em 15 anos como atleta, Caligiuri jogou a maior parte da carreira no futebol alemão, com destaque para o Meppen, onde atuou em 45 partidas. Passou ainda por Hamburgo (não chegou a entrar em campo), Hansa Rostock, Freiburg e St. Pauli, por empréstimo.
Nos Estados Unidos, atuou por San Diego Nomads, Los Angeles Salsa, Columbus Crew e Los Angeles Galaxy, onde parou de jogar em 2001, aos 37 anos.

## Seleção Americana
Pela Seleção dos Estados Unidos, Caligiuri disputou 110 jogos entre 1984 e 1997, marcando 5 gols. O mais importante deles foi contra Trinidad e Tobago, que também brigava pela outra vaga nas eliminatórias da CONCACAF para a Copa de 1990 e que garantiu a classificação americana para o torneio. Este gol foi considerado, numa votação da revista Sports Illustrated, como o mais importante da história do U.S. Team e rendendo a alcunha de "The shot heard 'round the world" ("o chute que foi ouvido por todo o mundo", em português).
Na Itália, a seleção comandada por Bob Gansler não conseguiu passar da primeira fase, embora o primeiro gol da equipe em Copas desde 1950, contra a Tchecoslováquia (que venceu por 5 a 1), fosse da autoria do volante, que foi um dos 4 jogadores da seleção que atuavam no futebol europeu, juntamente com Tab Ramos (Figueres), Christopher Sullivan (Győri) e Peter Vermes (Volendam), mesmo tendo assinado um contrato exclusivo com a Federação de Futebol dos Estados Unidos.
Disputou ainda a Copa de 1994, mas não evitou a eliminação para o Brasil. Participou também das Olimpíadas de 1988, 2 edições da Copa Ouro, 2 edições da Copa América e da Copa Rei Fahd de 1992. Ele ainda chegou a jogar as eliminatórias para a Copa de 1998, mas encerrou a carreira internacional em 1997, num jogo contra El Salvador, mesmo adversário de sua estreia pela seleção, em 1984.

## Carreira de treinador
Entre 2002 e 2008, Caligiuri foi técnico dos times de futebol masculino e feminino do Cal Poly Pomona, ligado à Universidade Politécnica Estadual da Califórnia. Desde 2017, comanda o Orange County FC, equipe da United Premier Soccer League.

## Títulos
Los Angeles Galaxy
- Supporters' Shield: 1998
- Copa dos Campeões da CONCACAF: 2000
- Lamar Hunt U.S. Open Cup: 2001

Estados Unidos
- Copa Ouro da CONCACAF: 1991

### Individuais
- Futebolista Norte-Americano do Ano: 1986
- Hall da Fama do Futebol nos Estados Unidos: 2004[8]